# Pluviometria

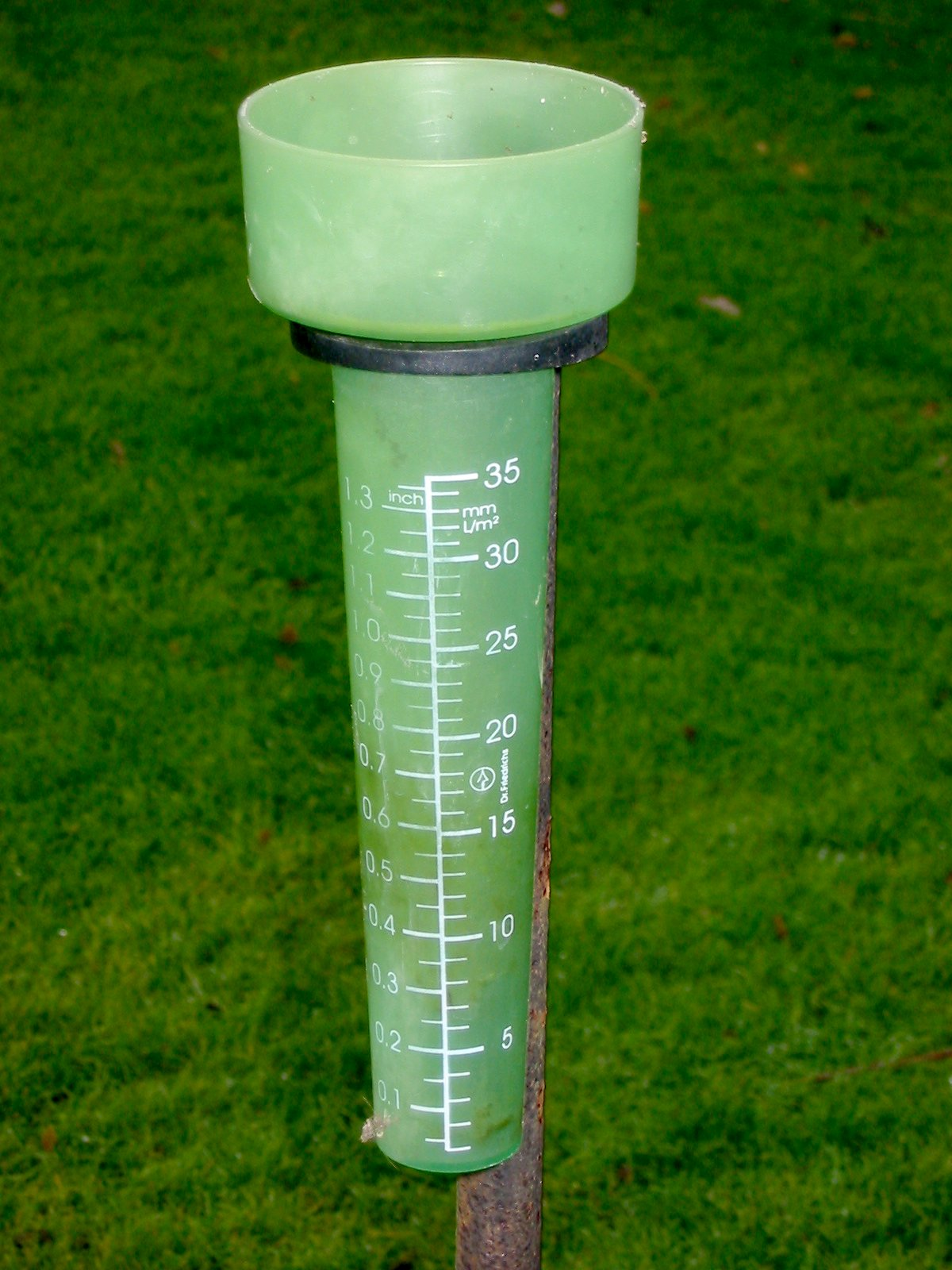
Un pluviòmetre fet de plàstic

La pluviometria és el mesurament, per mitjà del pluviòmetre o el pluviògraf, de la pluja caiguda.
La pluja es mesura generalment en mil·límetres, de vegades s'expressa com litres d'aigua per metre quadrat: un mil·límetre en un pluviòmetre correspon a l'alçada d'un mil·límetre d'aigua. L'avantatge d'aquesta unitat és que és independent de la superfície (per exemple un mil·límetre d'aigua per una superfície d'un metre quadrat equival a un litre d'aigua) 

## Rècords de pluviometria
Mitjanes anuals de llocs del món on les precipitacions anuals són superiors a 6.000 mm:
- Lloró sobre la costa del Pacífic de Colòmbia, departament de Choco, té el rècord absolut amb una mitjana de 13.300 mm.
- El Mont Waialeale a Hawaii. Pluviometria mitjana d'11.680 mm (mesurada sobre 32 anys d'observacions) el rècord en un any va tenir lloc el 1982 amb 17.340 mm.
- Cherrapunji a l'Índia, Meghalaya amb 11.470 mm.
- Mawsynram, a la mateixa regió Índia, amb una mitjana d'11.873 mm (sobre 38 anys d'observacions). Tanmateix, les pluges a Cherrapunji i Mawsynram es concentren a l'època del monsó, mentre que a Waialeale es distribueixen al llarg de tot l'any.
- Debundscha, sobre la façana costanera del volcà Camerun, al mateix Camerun, i sobre 38 anys d'observacions té una mitjana de 9.906 mm.[1]
- l'illa de Bioko, al sud, rep segurament una quantitat de pluja similar a Debundscha.
- Les Illes Diego de Almagro i Guarello (dins l'arxipèlag de Madre de Dios), totes dues situades a la façana oceànica de la Patagònia xilena reben quantitats anuals de l'ordre de 8.000 mm.
- Una zona de diversos quilòmetres de llarg situada entre 1.300 i 1.800 m d'altitud sobre la façana oriental del volcà de l'illa Reunió rep més de 12.000 mm anuals, amb una zona interior possiblement amb més de 15.0000 mm.

Altres rècords :
- La ciutat de Holt, als Estats Units, té el record de 305 litres caiguts en 42 minuts (22 de juny de 1947)
- El rècord absolut de pluviometria en un any el té Cherrapunji amb 26.461 litres caiguts entre l'1 d'agost de 1860 i el 31 de juliol de 1861.